# Tillandsia novakii
Tillandsia novakii es una especie de planta epífita dentro del género  Tillandsia, perteneciente a la  familia de las bromeliáceas.  Es originaria de México, donde se encuentra en el Estado de Veracruz.

## Taxonomía
Tillandsia novakii fue descrita por H.E.Luther y publicado en Selbyana 12: 87–90, f. 17. 1991[1992].
Etimología
Tillandsia: nombre genérico que fue nombrado por Carlos Linneo en 1738 en honor al médico y botánico finlandés Dr. Elias Tillandz (originalmente Tillander) (1640-1693).
novakii: epíteto